# 林秀貞 (跆拳道運動員)
林秀貞（1986年8月20日—），韓國女子跆拳道運動員，是2008年北京奧運女子57公斤級金牌得主。

## 國際賽簡歷
林秀貞在16歲時，在2002年亞洲運動會跆拳道女子51公斤級奪得金牌。2007年，林秀貞在夏季世界大學生運動會跆拳道女子59公斤級奪得金牌。2008年北京運動會跆拳道比賽女子57公斤級，林秀貞奪得金牌。

## 外部連結
- 林秀貞在国际奥林匹克委员会的资料